# Hottentotta finneganae
Espèce
Hottentotta finneganae est une espèce de scorpions de la famille des Buthidae.

## Distribution
Cette espèce est endémique du Pendjab au Pakistan. Elle se rencontre vers Rawalpindi.

## Description
Le mâle holotype mesure 53,8 mm.

## Étymologie
Cette espèce est nommée en l'honneur de Susan Finnegan.

## Publication originale
- Kovařík, 2007 : « A Revision of the Genus Hottentotta Birula, 1908, with Descriptions of Four New Species (Scorpiones, Buthidae). » Euscorpius, no 58, p. 1-107 (texte intégral).